# Großsteingrab von Rheine
Das Großsteingrab von Rheine liegt im heutigen Rheiner Ortsteil Schotthock (früher Altenrheine) am Lingener Damm (Straße) von Rheine nach Lingen (Ems) im äußeren Nordwesten von Westfalen, im Kreis Steinfurt nahe der Grenze zum an Megalithanlagen reichen Emsland in Niedersachsen. Es entstand zwischen 3500 und 2800 v. Chr. und ist eine Megalithanlage der Trichterbecherkultur (TBK) mit der Sprockhoff-Nr. 981. Neolithische Monumente sind Ausdruck der Kultur und Ideologie neolithischer Gesellschaften. Ihre Entstehung und Funktion gelten als Kennzeichen der sozialen Entwicklung.

## Beschreibung
Der Hügel, unter dem seit langem ein Großsteingrab vermutet wurde, wurde 1983 untersucht. Bei der Probegrabung wurden drei Schnitte angelegt, wobei eine teilweise zerstörte Anlage festgestellt wurde, deren ursprüngliche Länge nicht genau zu ermitteln war. Die Breite konnte auf über zwei Meter rekonstruiert werden.
Zur Errichtung der Kammer wurden Blöcke aus Osning-Sandstein verwendet, die über eine Entfernung von mindestens zehn Kilometern herantransportiert worden sein müssen. Neben den Grabbeigaben, darunter das Bruchstück einer Spirale und ein mit Punzierungen versehener Blechstreifen, beide aus Kupfer, befanden sich in der Kammer auch menschliche Skelettreste.
Das Großsteingrab von Rheine ist das bisher einzige in Westfalen, das noch von seinem Erdhügel bedeckt ist. Der relativ flache Hügel zeichnet sich deutlich im Gelände ab und ist von Bäumen bestanden. Wahrscheinlich wurden die Erdhügel anderer Megalithanlagen im Laufe der Zeit durch Witterungseinflüsse abgetragen. Reste der ehemaligen Überhügelung wurden auch bei den westfälischen Großsteingräbern von Kirchborchen l, Etteln, Henglarn und Schloss Neuhaus festgestellt.